# Evides fairmairei
Evides fairmairei – gatunek chrząszcza z rodziny bogatkowatych, podrodziny Chrysochroinae i plemienia Evidini.

## Taksonomia
Gatunek ten został opisany w 1908 przez Charlesa Kerremansa i nazwany na cześć Léona Fairmaire.

## Opis
Bogatkowaty osiągający 23 mm długości ciała. Głowa metalicznie zielona z rudym połyskiem i zagłębieniem między oczami. Przedplecze metalicznie zielone z rudym połyskiem, wąskie z przodu i najszersze z tyłu, silnie punktowane na wierzchu.  Pokrywy metalicznie zielone z czterema wyniesionymi żeberkami i nieregularnymi, poprzecznymi fałdkami pomiędzy żeberkami 1 i 2, 2 i 3 oraz między 1 a szwem, z rudym połyskiem wzdłuż żeberek 1 i 4. Sterna odwłokowe metalicznie zielone z rudym połyskiem.

## Występowanie
Gatunek ten występuje w Laosie, północnym Wietnamie i północnej Tajlandii.